# 圆田螺
圓田螺, 或中国圆田螺（学名：Cipangopaludina chinensis）为田螺科圆田螺属下的一个物种。

## 特征
壳高6厘米，有6－7螺层，层间缝合线很深，卵圆形壳口；有角质的螺厣。

## 分布
主要分布于中国南北各地，韩国、台湾；现已引入北美，成为入侵物种
。
常栖息在淡水湖沼区、池塘区或水田软泥土中，亦喜水流较平缓的河川河底。

## 亞種
- Cipangopaludina fluminalis[2]

## 寄生蟲
本物種是是移睾棘口吸虫的中間宿主。

## 圖庫

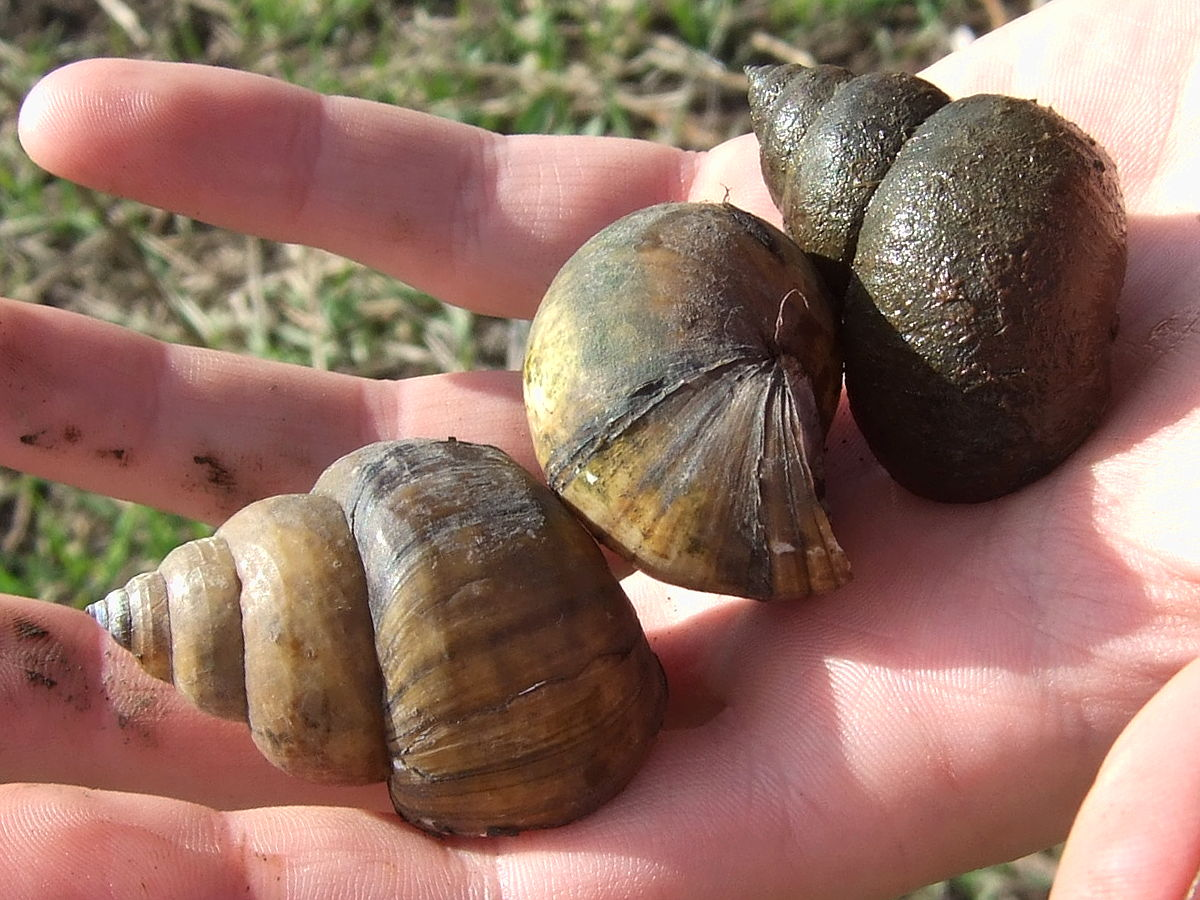
于內珀維爾, 美国

## 外部連結
- 維基物種上的相關：圓田螺